# Georges Le Rider
Georges Le Rider (* 27. Januar 1928 in Saint-Hernin; † 3. Juli 2014 in Givors) war ein französischer Altertumswissenschaftler, Numismatiker und Bibliothekar. Er war Leiter der französischen Nationalbibliothek (Bibliothèque nationale de France) und beschäftigte sich wissenschaftlich vor allem mit den Münzen der antiken griechischen Welt.
Bereits jung zum Vollwaisen geworden, studierte Le Rider ab 1948 an der École normale supérieure. Dort lernte er Henri Seyrig kennen, der sich zu einer Art von persönlichem Mentor für ihn entwickelte. 1952 beendete er das Studium mit der Agrégation in klassischer Philologie. 1952 bis 1955 war er an der École française d’Athènes tätig, anschließend bis 1958 am Institut français du Proche-Orient. Zurück in Frankreich, erhielt er eine Anstellung an der Münz- und Antikensammlung der französischen Nationalbibliothek, dem Cabinet des Médailles. Dessen Leitung wurde ihm 1961 übertragen. 1975 wurde er zum Leiter der Nationalbibliothek berufen. 1981 verließ er diesen Posten und wurde zum Direktor des Institut français d’études anatoliennes in Istanbul ernannt. Während dieser beruflichen Tätigkeiten war Le Rider parallel als Dozent an der École pratique des hautes études und kurzzeitig auch an der Universität Lille tätig. 1970 bis 1986 war er außerdem Mitglied des Institute for Advanced Study in Princeton (New Jersey).
Nach seiner Rückkehr aus der Türkei im Jahr 1984 wurde er Dozent an der Universität Paris IV, wo er bis 1993 blieb. 1989 wurde er zum Mitglied der Académie des inscriptions et belles-lettres gewählt. Zwei Jahre darauf übernahm er eine Forschungsgruppe am Centre national de la recherche scientifique, die er bis 1995 leitete. 1993 wurde Georges Le Rider zum Professor für Wirtschafts- und Geldgeschichte des hellenistischen Orients am Collège de France berufen, 1998 erfolgte seine Emeritierung.
Georges Le Rider war Mitglied diverser internationaler wissenschaftlicher Gesellschaften, von Gelehrtengesellschaften (Académie royale des Sciences, des Lettres et des Beaux-Arts de Belgique, Polska Akademia Umiejętności, American Philosophical Society) und der International Numismatic Commission, als deren Präsident er auch amtierte. Die Université catholique de Louvain und die Universität Lausanne zeichneten ihn jeweils mit der Ehrendoktorwürde aus. 1977 wurde er in die Ehrenlegion aufgenommen und 2008 mit deren Offizierskreuz geehrt. Daneben war er Offizier des Ordre national du Mérite sowie Kommandeur des Ordre des Palmes Académiques und trug den schwedischen Nordstern-Orden sowie den senegalesischen Löwenorden. Sein Sohn Jacques Le Rider ist Germanist und Kulturwissenschaftler.

## Schriften
- Suse sous les Séleucides et les Parthes. Les trouvailles monétaires et l’histoire de la ville (= Mémoires de la Mission Archéologique en Iran. 38, ZDB-ID 10780-3). Geuthner, Paris 1965 (Dissertation).
- Monnaies crétoises du Ve au Ier siècle av. J.-C. (= Etudes crétoises. 15, ISSN 1105-2236). Geuthner, Paris 1966 (ergänzende Dissertationsschrift).
- Code pour l’analyse des monnaies. Éditions du Centre national de la Recherche Scientifique, Paris 1975, ISBN 2-222-01816-1.
- Le monnayage d’argent et d’or de Philippe II frappé en Macédoine de 359 à 294. Bourgey, Paris 1977, ISBN 2-902617-01-1.
- mit Hélène Nicolet: Collection Jean et Marie Delepierre (= Sylloge nummorum graecorum. France. Band 1). Bibliothèque nationale de France u. a., Paris u. a. 1983, ISBN 2-7177-1588-6.
- mit Alain Davesne: Le Trésor de Meydancıkkale. (Cilicie-Trachée 1980) (= Gülnar. Band 2,1–2). 2 Bände (Textband. Tafelband). Éditions Recherche sur les Civilisations, Paris 1989, ISBN 2-86538-195-1.
- Monnayage et finances de Philippe II. Un état de la question (= Κέντρον Ελληνικής και Ρωμαϊκής Αρχαιότητος. Μελετήματα. Band 23). Centre de recherches de l’antiquité grecque et romaine u. a., Athen u. a. 1996, ISBN 960-7094-92-1.
- mit Hélène Cadell: Prix du blé et numéraire dans l’Égypte lagide de 305 à 173 (= Papyrologica Bruxellensia. Band 30, ISSN 0078-9402). Fondation Égyptologique Reine Élisabeth, Brüssel 1997.
- Séleucie du Tigre, les monnaies séleucides et parthes (= Missione in Iraq. Band 1 = Monografie di Mesopotamia. Band 6). Le Lettere, Florenz 1998, ISBN 88-7166-442-6.
- Antioche de Syrie sous les Séleucides. Corpus des monnaies d’or et d’argent. Band 1: De Séleucos à Antiochos V. c. 300–161 (= Mémoires de l’Académie des Inscriptions et Belles-Lettres. Nouvelle Série, Band 19,1). Académie des Inscriptions et Belles-Lettres, Paris 1999, ISBN 2-87754-107-X.
- La naissance de la monnaie. Pratiques monétaires de l’Orient ancien. Presses Universitaires de France, Paris 2001, ISBN 2-13-051467-7.
- Alexandre Le Grand. Monnaie, finances et politique. Presses Universitaires de France, Paris 2003, ISBN 2-13-052940-2.
- mit François de Callataÿ: Les Séleucides et les Ptolémées. L’héritage monétaire et financier d’Alexandre le Grand. Éditions du Rocher, Monaco 2006, ISBN 2-268-05850-6.